# Robert Bernard
Robert Bernard (Schweinfurt, 1913. március 17. – 1990. február 17.) német válogatott labdarúgó, hátvéd.

## Pályafutása

### Klubcsapatban
Pályafutását a VfR Schweinfurt csapatában kezdte meg, ahol 1930 és 1946 között szerepelt. A helyi rivális 1. FC Schweinfurt 05 labdarúgója lett 1946-tól. Itt egészen 1951-ig szerepelt, majd visszavonult az aktív labdarúgástól.

### A válogatottban
1936-ban 2 alkalommal szerepelt a német válogatottban. Tagja volt 1936-os berlini olimpián részt vevő együttesnek.

## Családja
Fia, Günter Bernard az 1966-os világbajnokságon ezüstérmet szerző NSZK labdarúgója.